# Travis Walker
Travis Walker (* 22. Juni 1979 in Tallahassee, USA) ist ein US-amerikanischer Schwergewichtsboxer.

## Amateur-Karriere
Walker gewann 2003 das bekannte US-amerikanische Golden-Gloves-Turnier, stand im Superschwergewicht aber immer im Schatten seines Landsmanns Jason Estrada, der ihn dreimal schlug und ihm eine Olympiateilnahme verwehrte. Seine Kampfbilanz als Amateur war 26-8.

## Profi-Karriere
Im Jahr 2004 wechselte Walker zu den Profis. Er wurde zunächst sehr vorsichtig aufgebaut und bekam für seine Kämpfe in der US-Presse eher verhaltene Kritiken.
Der erste Fight mit einem namhaften Gegner fand im November 2006 gegen seinen alten Erzrivalen Estrada statt, den er knapp nach Punkten überraschend schlagen konnte. Im April 2007 besiegte er George Garcia, einen weiteren und bis dahin als Profi ungeschlagenen ehemaligen Amateurstar, dem er in seiner Amateurzeit unterlegen war, ebenfalls knapp nach Punkten.
Seine erste Niederlage erlitt Walker am 19. Oktober 2007 durch technischen K. o. nach nur 15 Sekunden der ersten Runde gegen TJ Wilson. Wilson drängte ihn in eine Ecke und landete mehrere schwere Treffer, die den Ringrichter zum schnellen Abbruch veranlassten, obwohl Walker nicht zu Boden ging. Er gewann den Rückkampf vier Monate später durch technischen K. o. in Runde zwei.
Am 29. November 2008 boxte er gegen den ungeschlagenen Chris Arreola. Zwar erzielte er in der zweiten Runde einen Niederschlag, setzte aber nicht nach und ging stattdessen selbst zweimal zu Boden. Nach einem dritten Niederschlag durch Arreola wurde der Kampf zu Beginn der dritten Runde abgebrochen.
Im Jahr 2009 gewann Walker vorzeitig gegen drei Aufbaugegner, bevor er im Juli 2009 gegen Manuel Quezada seine dritte K.-o.-Niederlage hinnehmen musste. Am 20. März 2010 boxte er im Rahmenprogramm des Kampfes Wladimir Klitschko gegen Eddie Chambers in Düsseldorf gegen Johnathon Banks und unterlag durch K. o. in der sechsten Runde.
Weitere namhafte Gegner boxte Walker dann im November 2010 mit Ex-Weltmeister Ruslan Chagayev und im Oktober 2011 mit Kubrat Pulew, denen er jeweils nach Punkten unterlag.
Seinen aktuell letzten Kampf bestritt Walker am 11. Juli 2015 gegen Alexander Ustinov er verlor durch technischen K. o. in Runde 2.